# Bjørn Johansen (Musiker)
Bjørn Johansen  (* 23. Mai 1940 in Fredrikstad; † 6. Mai 2002 in Oslo) war ein norwegischer Saxophonist (Tenor-, Sopran-, Bariton- und Altsaxophon) und Flötist des Modern Jazz.

## Leben und Wirken
Bjørn Johansen spielte in der Schulband Klarinette und wurde bereits mit 16 Jahren Mitglied als Baritonsaxophonist in Kjell Karlsens Orchester (1956–58). Er wurde Sieger im Musikerwettbewerb der norwegischen Jazz Society 1957 und spielte 1958 in den Verdensrevyen All Stars. Johnsen spielte dann mit dem Sandsgaard/-Gustavsen Septett, Lars Sandsgaards Orchester (1958–59), Pete Brown 1959, und im Quintett des Altsaxophonisten Erik Andresen und erneut bei Kjell Karlsen, mit dem er auf dem ersten Jazzfestival in Molde (1961) auftrat.
Die Musik von John Coltrane wurde 1961 zu einer wichtigen Inspiration für sein Spiel im Arild Wikstrøms Quartett; 1962 trat er mit Benny Bailey, Bernt Rosengren und Karin Krog auf dem Festival von Molde auf; im selben Jahr erhielt er den Buddyprisen. Ab 1962 hatte er auch ein eigenes Quartett, 1964 arbeitete er mit Karin Krog und 1965 spielte er mit dem Orchester von George Gruntz in Zürich.
Er leitete dann ein Ensemble mit Frode Thingnæs und Egil Kapstad in den 1960er Jahren und war Mitglied von Thorleif Østerengs Orkester und dem daraus 1970 hervorgegangenen Østereng/-Hurum-Radio-Orchester unter Leitung von Helge Hurum. 1967 wirkte er an Kapstads Album „Syner“ mit. Zweimal trat er auf dem Montreux Jazz Festival auf, zunächst 1967 mit seinem eigenen Sextett, 1969 mit dem Sextett von Frode Thingnæs.
In den 1970er Jahren arbeitete Johansen meist mit seinem Quartett und im Frode-Thingnæs-Quintett; außerdem spielte er in der Formation Bash 1971, der EBU Big Band 1973, mit Harald Gundhus 1974 und im Septett von Per Husby 1975–77. Von 1978 bis 1985 leitete er ein Quartett mit Egil Kapstad, mit dem er 1980 das Album „Friends“ und 1984 „Epilog“ einspielte. Er trat außerdem mit dem Norsk Jazz-Sekstett 1978 in Molde auf und gehörte der Nordic Be-Bop Society an, mit der er 1982 in Molde gastierte.
Ab 1985 arbeitete Johansen erneut mit einem eigenen Quartett („Dear Henrik“, 1986) und nahm 1987 mit dem Cedar Walton Trio das Album „Take One“ auf. In diesem Jahr erhielt er den Spellemannprisen. In den 1990er Jahren spielte er mit Ola Calmeyer und Bjørn Alterhaug, mit dem 1991 das Album „Superbop“ entstand. 1992 spielte er mit dem Fatah Morgana Quartet in Molde; 1997 tourte er mit Sheila Jordan durch Norwegen.
Bjørn Johansen wurde 2001 für sein Lebenswerk vom Oslo Jazz Circle mit der Herausgabe des Sammelalbums „Portrait of a Norwegian Jazz Artist“ geehrt.

## Diskographische Hinweise
- Dear Henrik (Gemini, 1986)
- Take One (Odin, 1987) mit Cedar Walton, Billy Higgins, David Williams
- Portrait of a Norwegian Jazz Artist (Gemini Records, 1960–1990)
- Bjørn Johansen in memoriam (Hot Club Records, 2003)